# Ingo Horst
Ingo Horst (* 19. Dezember 1977) ist ein deutscher Orientierungsläufer.
Horst startete zwischen 1999 und 2006 bei sechs Weltmeisterschaften. Bei den Europameisterschaften 2002 und 2004 wurde er jeweils Zehnter im Sprint. 2005 wurde er Siebter bei den World Games. Außerdem gewann er bei der Universitäts-Weltmeisterschaft 2004 eine Bronzemedaille.
Ingo Horst gewann die deutsche Meisterschaft auf der Langstrecke zwischen 2001 und 2006. Auf der Mitteldistanz war er deutscher Meister 2003, 2004 und 2006. Mit der Staffel des TV 1898 Alsbach wurde er 2004 deutscher Meister, 2006 deutscher Meister im Nacht-OL.
Zudem gewann er mehrfach den Heidelberger Halbmarathon. 
Ingo Horst ist Bauingenieur und betätigt sich heute noch für den Orientierungslauf vor allem durch das Aufnehmen von neuen Karten.

## Platzierungen
| Weltmeisterschaften | Sprint | Mittel | Lang | Staffel |
| ------------------- | ------ | ------ | ---- | ------- |
| 1999 Inverness      |        |        | 55.  | 15.     |
| 2001 Tampere        |        |        | 48.  | 17.     |
| 2003 Rapperswil     | 23.    |        | 22.  | 12.     |
| 2004 Västerås       | 24.    |        | 34.  | 16.     |
| 2005 Aichi          | 40.    | nq     | 19.  | 13.     |
| 2006 Aarhus         | 28.    |        |      | 15.     |

| Europameisterschaften | Sprint | Mittel | Lang | Staffel |
| --------------------- | ------ | ------ | ---- | ------- |
| 2002 Sümeg            | 10.    |        |      | 11.     |
| 2004 Roskilde         | 10.    |        |      |         |

| World Games   | Sprint | Mittel | Lang | Staffel |
| ------------- | ------ | ------ | ---- | ------- |
| 2005 Duisburg |        | 7.     |      | 6.      |

| Junioren-WM       | Sprint | Mittel | Lang | Staffel |
| ----------------- | ------ | ------ | ---- | ------- |
| 1996 Govora       |        | 6.     |      | 14.     |
| 1997 Leopoldsburg |        | 33.    | 51.  | 8.      |

| Gesamt-Weltcup | Gesamt-Weltcup |
| -------------- | -------------- |
| 2000           | 112.           |
| 2002           | 43.            |
| 2004           | 36.            |
| 2005           | 77.            |
| 2006           | 94.            |